# Akko
Akko (Acco, Akkon, Acre, Akka) (hebraisk: עַכּוֹ, arabisk: عكّا) er en by på nordsiden af Haifabugten (Akkobugten) i den nordlige del af Israel og er en af verdens ældste kendte havnebyer. Den gamle bydel inden for murene med den underjordiske korsfarerby, kirker, moskeer, smalle gader og et gammelt fængsel har en lang og begivenhedsrig historie.
Akko var gennem en periode i 1200-tallet hjemsted for Den Liviske Orden, og byen var den sidste besiddelse, de kristne korsfarere mistede (efter belejringen i 1291) efter korstogene. Korsfarernes havn er i dag en mindre fiskeri- og lystbådehavn.
Efter den første verdenskrig begyndte Akko at vokse uden for den gamle by, og siden er den moderne bydel vokset kraftigt. Byen har en del industri (især plast og tekstil) samt turisme.
Der bor 45.800 mennesker i byen, hvor arabere udgør 27,5% af befolkningen.

## Klima
| Vejr for Akko                   | Vejr for Akko | Vejr for Akko | Vejr for Akko | Vejr for Akko | Vejr for Akko | Vejr for Akko | Vejr for Akko | Vejr for Akko | Vejr for Akko | Vejr for Akko | Vejr for Akko | Vejr for Akko | Vejr for Akko |
|                                 | Jan           | Feb           | Mar           | Apr           | Maj           | Jun           | Jul           | Aug           | Sep           | Okt           | Nov           | Dec           | År            |
| ------------------------------- | ------------- | ------------- | ------------- | ------------- | ------------- | ------------- | ------------- | ------------- | ------------- | ------------- | ------------- | ------------- | ------------- |
| Gennemsnitlig maks °C           | 17            | 17,5          | 19,6          | 23,9          | 26,2          | 29,3          | 31,1          | 31,4          | 29,9          | 28            | 24            | 19,2          | 24,8          |
| Gennemsnitlig min °C            | 8,9           | 8,7           | 10,5          | 13,6          | 17,2          | 20,6          | 23            | 23,6          | 21,7          | 18,5          | 14,1          | 10,9          | 15,9          |
| Gennemsnitlig nedbør mm         | 125           | 92            | 53            | 24            | 3             | 0             | 0             | 0             | 1             | 28            | 77            | 136           | 539           |
| Kilde (20. april 2017): TurVejr |               |               |               |               |               |               |               |               |               |               |               |               |               |